# Pęczek podłużny przyśrodkowy
Pęczek podłużny przyśrodkowy (łac. fasciculus longitudinalis medialis) – w anatomii człowieka filogenetycznie stare pasmo włókien nerwowych ośrodkowego układu nerwowego, ciągnące się od górnego odcinka śródmózgowia aż do części szyjnej rdzenia kręgowego (sznur przedni). W jego skład wchodzą m.in. włókna rozpoczynające się w jądrach przedsionkowych (droga przedsionkowo-podłużna), jądrze śródmiąższowym (droga śródmiąższowo-podłużna) i  jądrach nerwów czaszkowych.
Jego funkcją jest koordynacja czynności mięśni głowy, szyi i gałek ocznych pod wpływem bodźców działających na zakończenia czuciowe kanałów półkolistych i przedsionka. W górnym odcinku pęczka podłużnego przyśrodkowego biegną włókna związane z ośrodkiem skojarzonego spojrzenia w bok.